# Novi Sad
Novi Sad (Нови Сад) er en by i Serbien og er hovedstad i det autonome område Vojvodina. Byen ligger næsten i midten af Vojvodina på bredden af Donaufloden. Byen er den næststørste by i Serbien.

## Historie
Allerede i stenalderen (ca. år 4500 f.Kr.) fandtes en beboelse i området, hvor byen ligger i dag. Denne bebyggelse lå på den højre bred af Donau og blev senere erobret af kelterne (i det 4. århundrede f.Kr.) og senere af romerne (i det 1. århundrede e.Kr.). 
Den første fæstning på den højre bred af Donau blev bygget af kelterne, derefter byggede romerne et ny fort, som var kendt under navnet Kuzum. Fortet lå i det romerske område Panonija og blev ødelagt af hunnerne i det 5. århundrede.
Sidst i det 5. århundrede var stedet genopbygget af Byzans og byen blev nævnt som Kuzum og Petrikon. Derefter blev byen erobret fra øst af gøterne, gepiderne, avari, arankerne, bulgarerne og igen af Byzans.
I det 12. århundrede blev byen erobret af ungarerne, og byen har siden dengang været under ungarsk, tyrkisk og østrigsk herredømme. Under det tyrkiske herredømme var byen kendt som Varadin.
Bebyggelsen på den venstre side af Donau blev grundlagt i 1694 og var kendt under det ungarske navn Racka Varos (Raitzenstadt, som betyder "serbisk by") og Petrovaradinski Šanac, og senere fik byen navnet Novi Sad. Byens oprindelige indbyggere var for størstedelens vedkommende serbere. I 1720 havde byen 112 serbiske hjem, 15 ungarske og 14 tyske. I 1748 blev byen fri kongeby og fik navnet Novi Sad. I 1771 og 1838 led byen under kraftige oversvømmelser. I det 18. århundrede var byen den største serbiske by (i 1820 havde byen ca. 20.000 indbyggere af hvilke to tredjedele var serbere), og den var politisk og kulturelt centrum for det serbiske folk.
I 1848 valgte byens serbere en delegation, som havde til opgave at indgå en aftale med den nye ungarske revolutionære regering, men det mislykkedes, og i det nuværende Vojvodina begyndte en blodig krig mellem ungarerne og serberne, hvor det gik meget ud over byen Novi Sad. Den ungarske arme bombarderede byen fra Petrovaradin-fortet og byen mistede en stor del af sine indbyggere.
Mellem 1849 og 1860 var byen under Hertugen af Serbien og Banats kontrol. Den 9. november 1918 befriede den serbiske arme Novi Sad og herefter var byen en del af Kongeriget af Serbere, Kroater og Slovenere.
Ungarske fascister okkuperede byen i 1941 og begik krigsforbrydelser mod den serbiske og den jødiske befolkning. Byen blev befriet af partisanenheder i 1944 og siden 1945 har byen været hovedstad for det autonome område Vojvodina.
Byen blev meget beskadiget under NATO's bombardement i 1999, som ramte byens hospital, ødelagde alle tre broer over Donau, samt vand- og elforsyningen. Over byen blev flere gange kastet klyngebomber og byens raffinaderi blev bombarderet næsten hver dag, hvilket fremkaldte økologisk skade i området.

## Monumenter
| - Svetozar Miletić - Jovan Jovanović Zmaj (i Novi Sad centrum) - Jovan Jovanović Zmaj (i Sremska Kamenica) - Jaša Tomić - Nikola Tesla - Đura Jakšić - Janika Balaž - Monument i Novi Sad for dræbte jødiske og serbiske civile i 1942 - Hachkar (armenisk korssten) i Novi Sad, hvor der tidligere var en armensk kirke |